# 寰宇娛樂文化
寰宇娛樂文化集團有限公司（英語：Universe Entertainment and Culture Group Company Limited，港交所：1046）前身為「寰宇國際金融控股有限公司」及「寰宇國際控股有限公司」。於1986年成立，業務包括證券經紀及孖展融資、放貸、投資物業出租及證券投資、錄像發行及放映、授出及轉授電影版權以及光學產品、鐘錶及珠寶產品貿易、批發及零售業務。
初時成立子公司寰宇鐳射錄影有限公司、寰宇影片發行有限公司、寰宇娛樂有限公司，負責作錄影帶及影碟發行。
及後於1990年代中，開始涉獵電影製作，成立世紀創作室有限公司，製作《嚦咕嚦咕新年財》、《半醉人間》、《擁抱每一刻花火》等電影。再成立縱橫製作有限公司、數碼節目製作有限公司，寰宇影像國際，負責購買舊港產片以發行影碟。
曾於2007年以進軍音樂界成立寰宇音樂，旗下藝人包括江伊晴、李彩華及Square推出唱片。
集團由林小明先生、趙雪英女士創立，集團於1999年7月20日於香港交易所主版上市。
2017年5月15日，被香港獨立股評人David Webb 列為「50隻不能買的港股」名單之一。
公司於2018年9月改名為寰宇娛樂文化集團有限公司。

## 旗下事業
- 寰宇鐳射錄影
- 寰宇影片發行
- 寰宇娛樂
- 世紀創作室
- 寰宇藝人管理
- 寰宇音樂
- 寰宇數碼娛樂
- 寰宇物業投資
- Unique Model Limited 模特兒公司
- Formex Financial Press Limited 方訊財經印刷有限公司

## 藝人
寰宇藝人管理有限公司

### 旗下藝人
| 女藝人 | 女藝人 |
| ------ | ------ |
| Poy    |        |
| 男藝人 |        |
| 羅嘉良 |        |

### 已解約藝人
| 已解約藝人 | 已解約藝人 | 已解約藝人 | 已解約藝人 | 已解約藝人 | 已解約藝人 | 已解約藝人 | 已解約藝人 | 已解約藝人 |
| ---------- | ---------- | ---------- | ---------- | ---------- | ---------- | ---------- | ---------- | ---------- |
| 郭力行     | 雪菲       | 李彩華     | 陳楚喬     | 梁俊一     | 江若琳     | Square     | 徐正曦     | 林司敏     |

## 作品
寰宇影片發行有限公司／世紀創作室有限公司

### 電影作品
- 2001年
  - 《野獸學園》（由鍾欣桐、李燦森、黃秋生等主演）
  - 《一蚊雞保鑣》（由黃子華、郭羨妮、許紹雄、黃秋生等主演）
- 2002年
  - 《當男人變成女人》（由鄭伊健、古天樂、張達明、王敏德、舒淇等主演）
  - 《慳錢家族》（由曾志偉、鄭裕玲、楊千嬅、陳奕迅等主演）
  - 《賤精先生》（由陳奕迅、鍾欣桐、李彩華、盧巧音、葛民輝等主演）
  - 《我老婆唔夠秤》（由鄭伊健、蔡卓妍、廖碧兒、鄧健泓等主演）
  - 《賭俠2002》（由張家輝、黃一飛、馮德倫、黃偉文、王秀琳等主演）
- 2003年
  - 《古宅心慌慌》（由Twins、關智斌、張致恆、黃浩然、方中信等主演）
  - 《炮製女朋友》（由鄭伊健、趙薇、谷德昭、周麗淇、廖碧兒等主演）
  - 《少年阿虎》（由吳建豪、金賢珠、黃又南、安志杰等主演）
  - 《偽鈔的末日》（由鄭則士、葉童等主演）
  - 《龍虎英雄》（由林志穎、尹子維、原子鏸、李作楠等主演）
  - 《安娜與武林》（由楊千嬅、鄭伊健、何韻詩、黃又南、蔣雅文、劉思慧等主演）
- 2004年
  - 《見習黑玫瑰》（由Twins、鄭伊健、毛舜筠等主演）
  - 《小白龍情海翻波》（由吳鎮宇、張柏芝、安志杰等主演）
  - 《男上女下》（由盧巧音、陳小春、鄧健泓、利嘉兒等主演）
  - 《大佬愛美麗》（由陳奕迅、吳彥祖、莫文蔚、馮德倫、杜汶澤等主演）
  - 《旺角黑夜》（由吳彥祖、張柏芝、方中信等主演）
  - 《重案黐孖GUN》（由郭富城、陳奕迅、鄭希怡等主演）
  - 《新紮師兄2004》（由謝霆鋒、陳冠希、鍾欣桐、任達華、周永恆等主演）
  - 《阿孖有難》（由鄭伊健、蔡卓妍、黃子華、鍾鎮濤、林海峰等主演）
  - 《大無謂》（由關智斌、張致恆、Twins等主演）
  - 《密情追踪》（由何潤東、李蘢怡、朱雨辰等主演）
  - 《誓不低頭》（由方中信、蒙嘉慧、錢嘉樂、謝天華、唐寧等主演）
- 2005年
  - 《三岔口》（由郭富城、吳彥祖、鄭伊健、羅嘉良、李心潔、寧靜等主演）
  - 《神經俠侶》（由吳鎮宇、陳奕迅、容祖兒、吳日言等主演）
- 2006年
  - 《妄想》（由蔡卓妍、余文樂、梁洛施等主演）
- 2007年
  - 《單身部落》（由李彩華、谷祖琳、董敏莉、黃浩然、連凱等主演）
  - 《男兒本色》（由謝霆鋒、余文樂、房祖名、江若琳、安志杰、吳京等主演）
  - 《C+偵探》（由郭富城、廖啟智、黃德斌、劉兆銘、黎耀祥、商天娥、谷祖琳、小雪等主演）
  - 《塚愛》（由鄧麗欣、余文樂、俞融蓉、商天娥等主演）
- 2008年
  - 《愛‧鬥大》（由江若琳、文詠珊、李曼筠、羅仲謙、小肥、阮民安、譚凱琪、馮皓詩等主演）
  - 《嚇死你》（由江若琳、李璨琛、阮民安、周俊偉、黃浩然、曾國祥等主演）
  - 《葉問》（由甄子丹、任達華、樊少皇、熊黛林等主演）
  - 《機動部隊－人性》（由任達華、邵美琪、林雪、林家棟等主演）
  - 《機動部隊－絕路》（由任達華、邵美琪、林雪、曾國祥等主演）
  - 《機動部隊－警例》（由任達華、邵美琪、林雪、李國麟等主演）
  - 《文雀》（由任達華、林熙蕾、盧海鵬、林家棟等主演）
- 2009年
  - 《機動部隊－同袍》（由任達華、邵美琪、林雪、彭敬慈等主演）
  - 《愛情故事》（由江若琳、文詠珊、何浚尉等主演）
  - 《同門》（由江若琳、余文樂、杜汶澤、蔡少芬等主演）
  - 《關人7事》（由江若琳、周柏豪、周秀娜、小肥、鄭融、陳偉霆等主演）
  - 《愛出貓》（由李蘊、陳偉霆、林司敏、小肥、G.E.M.等主演）
  - 《風雲2》（由鄭伊健、郭富城、蔡卓妍等主演）
- 2010年
  - 《全城戒備》（由郭富城、張靜初、吳京、舒淇、鄒兆龍等主演）
  - 《童眼3D》（由楊丞琳、江若琳、林司敏、徐正曦等主演）
- 2011年
  - 《B+偵探》（由郭富城、廖啟智、譚耀文、徐正曦、張兆輝、龔蓓苾等主演）
  - 《夢遊3D》（由李心潔、霍思燕、李宗翰等主演）
- 2012年
  - 《高舉·愛》（由杜汶澤、江若琳主演）
  - 《追凶》（由劉青雲、王寶強、江若琳、萬綺雯主演）
  - 《我老婆唔夠秤II：我老公唔生性》（由鄭伊健、蔡卓妍、張歆藝、徐正曦、鄭欣宜主演）
- 2013
  - 《同謀》（由郭富城、張家輝、江若琳、江一燕主演）
  - 《逃出生天3D》（由劉青雲、古天樂、李心潔、陳思誠等主演）
  - 《掃毒》（由劉青雲、古天樂、張家輝主演）
- 2015
  - 《五個小孩的校長》（由楊千嬅、古天樂主演）
- 2016
  - 《危城》（由劉青雲、古天樂、彭于晏主演）
- 2017
  - 《拆弹专家》（由刘德华主演）
  - 《常在你左右》（由古天樂、張智霖、佘詩曼、蔡卓妍、林家棟主演）
- 2019
  - 《掃毒2天地對決》（由刘德华、古天樂主演）
- 2020
  - 《拆彈專家2》（由劉德華、劉青雲主演）
- 2022
  - 《不要忘記我愛你》
- 2023
  - 《掃毒3人在天涯》（由古天樂、劉青雲、郭富城主演）
  - 《危機航線》（由劉德華、張子楓、屈楚蕭主演）
  - 《潛行》（由劉德華、林家棟、彭于晏主演）
- 待上映
  - 《阿龍》（由鄭中基主演）
  - 《叫天不應》（由蔡卓音、許雅婷、Yomi主演）
  - 《拆彈專家3》（由劉德華主演）

## 寰宇音樂有限公司

### 唱片作品
- 李彩华

1. 《人造雨》(2006年9月15日發行)

- 江若琳

1. 《Innocent》(2007年7月26日發行)
2. 《錯愛》(單曲碟)
3. 《第一眼》(單曲碟)
4. 《Shining》(2008年10月23日發行)
5. 《Show You》(2009年11月20日發行)

- Square

1. 《覓》（2008年10月9日發行）

## 外部連結
- 寰宇官網 （页面存档备份，存于）
- 寰宇鐳射錄影有限公司
- UNIQUE MODEL
- 寰宇影片的Facebook專頁
- 寰宇影片的新浪微博
- YouTube上的寰宇影片頻道